# Goneatara
Goneatara là một chi nhện trong họ Linyphiidae.